# 大阪強姦再審無罪事件
大阪強姦再審無罪事件とは、2008年に男性A（当時64歳）が未成年の養女C（当時14歳。男性Aの妻Bの連れ子）を強姦したとして2009年に懲役12年の有罪判決が下された後、2015年に無罪判決が下された未成年強姦冤罪事件。有罪判決は2011年に最高裁判所で一度は確定したが、2014年9月に弁護側が男性Aに対する再審を要求、検察側も「性的被害がなかったとのカルテが見つかった」などとして服役していた男性Aを釈放した。なお、男性Aは妻Bとともに国家賠償請求を起こしたが棄却されている。

## 経過
男性Aが大阪市で養女Cに対して2004年11月と2008年4月の二度に渡って強姦をはたらき、さらに2008年7月に養女Cの胸をつかむなどしたとして、2件の強姦罪と1件の強制わいせつ罪で男性Aが逮捕、起訴された。男性Aは無罪を主張したが、2009年に大阪地方裁判所は「14歳だった女性がありもしない被害をでっちあげて告訴するとは考えにくい」「強姦被害を打ち明けるまでに数年を要していたり、実母に問い詰められるまでは尻や胸を触られた旨打ち明けるに留まっていたなどの事情も存するが、当時のCの年齢や境遇からすれば、被害を打ち明けるまでの経過に何ら不自然・不合理な点はない」「兄である目撃者Dの目撃供述と一致している」などとして懲役12年の有罪判決を言い渡した。2010年に大阪高等裁判所は控訴を棄却、2011年に最高裁で確定した。

### 釈放・再審
2014年9月に男性Aは再審請求した。男性Aの再審請求で地検が再捜査して、被害者や目撃者が虚偽の証言をしていたことを認め、それを裏付ける客観的証拠もあるとして無罪とするべきという意見書を提出した。2014年11月18日に男性Aの刑の執行を停止して釈放した。再審開始決定前に受刑者が釈放されるのは異例で、最高検によると足利事件以外は把握していない事例であった。男性Aの逮捕からの拘留期間は約6年に及んでいた。
2015年2月27日、大阪地裁は再審開始の決定を言い渡した。再審では、女性Cの証言と矛盾する診療記録が裁判で審理対象になっていなかったことが判明した。捜査段階で女性Cの母親Bが「娘を医療機関に連れて行った」と説明していたため、控訴審で診療の記録を出すように求めていたが、検察側は「ない」としていた。2015年8月19日に再審の初公判が開かれて検察側は無罪判決を求める意見陳述を行った。弁護側は捜査・公判を通じて虚偽の被害証言が見逃された原因を明らかにするために男性Aを取り調べた検事らの証人尋問を求めるも、裁判長は退けている。
2015年10月16日、大阪地裁は無罪判決を言い渡した。大阪地検は同日に上訴権を放棄して、無罪が確定した。裁判長は判決言い渡しの最後に「身に覚えのない罪で長期間にわたり自由を奪い、計り知れない苦痛を与えた。裁判官として残念に思う」と謝罪した。

### 国家賠償請求訴訟
2016年10月5日、男性Aは慰謝料や逸失利益など計約1億4千万円の国家賠償を求めて大阪地裁に提訴した。捜査機関がカルテの確認を怠ったこと、受診歴の確認のために控訴審で弁護側が求めた母娘の証人尋問を裁判所が却下したことなどが訴状の内容である。
性加害の冤罪で約3年半服役した男性Aは、時間だけでなく仕事や友人も失ったと語った。国賠請求棄却後には「何も反省しておらず、許せない」と語った。国賠請求棄却後に後藤弁護士は「検察が無罪の可能性を検証せずに起訴しても過失はないとする、ひどい判決だ」と批判した。日弁連は日本における代表的な冤罪事件の例に上げている。